# AlphaTheta
AlphaTheta株式会社（アルファシータ、英語: AlphaTheta Corporation）は、日本のオーディオ機器メーカー。DJ専用音楽プレーヤー「CDJ」シリーズやDJ専用ミキサー「DJM」シリーズなどでしられる。
神奈川県横浜市西区に本社を置く。ノーリツ鋼機グループの1つ。旧社名はPioneer DJ株式会社（パイオニア ディージェー、英: Pioneer DJ Corporation）。2015年3月にパイオニア株式会社から事業分離し、発足。

## 企業概要
中核になるDJ/CLUB機器事業を中心に、業務用音響事業、音楽制作事業、関連サービス事業を展開している。DJ/CLUB機器は、業界スタンダードとなっているDJプレーヤーやDJミキサーをはじめとしたラインナップを展開している。DJプレーヤーでは、DJの扱うメディアをアナログレコードからCD、データメディアに移行させるなど、DJスタイルを革新してきた。また、フルデジタルミキサーやDJ用エフェクター、パッド付きのDJコントローラーなど、先進的な商品を生み出し業界をリードしている。楽曲制作事業ではグラミー賞受賞のDave Smith氏との協業によるTORAIZ TSP-16を発売、2017年にはアナログ・モノフォニック・シンセサイザーAS-1を発売しその音質の良さで大きな話題となる。
業務用音響機器事業では、米国Gary Stwert Audioとの協業によりCLUBに特化したフロアスピーカーを展開している。2013年より関連サービス事業として、世界中のCLUB/DJ/クラバーをネットワークで繋げるKUVOシステムを展開している。
2020年1月1日付で、商号をPioneer DJ株式会社からAlphaTheta株式会社（初代）へ変更した。2021年6月1日付で、ノーリツ鋼機が設立した株式会社Dragonflyを存続会社として、DragonflyがAlphaTheta（初代）を吸収合併した上でDragonflyの商号をAlphaTheta株式会社（2代）へ変更した。

## 事業内容

### DJ/CLUB機器事業
- 1994年に世界初フラットトップ型DJプレーヤー「CDJ-500」を発売、1995年に業界初のBPMカウンター搭載のDJミキサー DJM-500を発売以来、ヘッドホン、スピーカーなどのDJ機器を展開。
- 2009年にDJパフォーマンスをサポートする楽曲管理ソフトウェアrekordboxを導入し、DJの事前準備、DJプレイ及び履歴管理などの利便性を向上。
- 2011年にDJコントローラーをラインナップに加え、Seratoとの協業によるDDJ-SX、DDJ-SZなど以降の業界スタンダードとなるヒット商品を投入している。
- 2014年にプロ用アナログターンテーブル「PLX-1000」を発売した。
- 2016年には業界スタンダードとなる、CDJ-2000NXS2,DJM-900NXS2, CDJ-TOUR1,DJM-TOUR1を発表。
- 2017年のWMC(Winter Music Conference)やEDC Japanでは著名DJの殆どが信頼性や音質からCDJ-2000NXS2,DJM-900NXS2を使用している。

### 業務用音響機器事業
2013年、大型クラブ用スピーカー"GS-WAVEシリーズ"、PA/モニタースピーカー"XYシリーズ"を導入。
ハリウッドのSOUND, ベルギーのCafe de Anvers、英国Fabric等の著名クラブにもGS-WAVE, XYシリーズの設置が進んでいる。http://pioneerproaudio.com/ja/sound/casestudies/index.html
2016年Powersoft社との協業によるPioneer DJ初のパワードスピーカーXPRSシリーズを発表した。

### 音楽制作機器事業
DJパフォーマンスと楽曲製作を同一機器で実現するリミックスステーションRMXシリーズやスタジオモニターのRM、HRMシリーズを展開している。
2016年4月にはシンセサイザー界の重鎮、米国のDave Smithとの協業によるTORAIZ SP-16を発表。

## 沿革

### パイオニア株式会社
- 1994年 - 世界初DJ用プレーヤーCDJ-500/50を発売[7]
- 1995年 - 4ch DJミキサー DJM-500を発売[8]
- 2001年 - 世界初スクラッチプレイが可能なCDプレーヤー CDJ-1000を発売[9]
- 2003年 - 世界初DVDがスクラッチ可能なDVDプレーヤー DVJ-X1を発売[10]
- 2007年 - 世界初、音と映像の4CHシンクロミックスを可能にするAudio and Video Mixer SVM-1000を発売
- 2009年 - USB対応のCDJ-2000の発売に合わせ、楽曲管理ソフト rekordboxを導入
- 2011年 - クラブスタンダードDJミキサーとなるDJM-900NXSを発売
- 2011年 - DDJ-T1/DDJ-S1を発売し、DJコントローラーをラインナップに追加
- 2012年 - Wi-Fi接続したスマートフォンから楽曲を転送しDJプレイを楽しめるワイヤレスDJシステム XDJ-AEROを発売
- 2014年 - プロ用アナログターンテーブルPLX-1000を発売

### Pioneer DJ株式会社
- 2015年 - 資産運用会社、コールバーグ・クラビス・ロバーツがパイオニア株式会社より株式の85.05%を取得し、Pioneer DJ株式会社発足[11]
- 2015年 - DJアプリrekordbox DJを発売、rekordbox DJ専用コントローラー DDJ-RX, DDJ-RZ, DVSミキサー DJM-S9を発売
- 2016年 - CDJ-2000NXS2, DJM-900NXS2を発売、グラミー賞受賞のDave Smith氏との協業による楽曲制作機器 TORAIZ SP-16を発売
- 2017年 - Dave Smith氏との協業によるアナログ・モノフォニックシンセサイザー　TORAIZ AS-1を発売
- 2017年 - rekordbox対応 2ch Mixer DJM-250Mk2を発売

### AlphaTheta株式会社
- 2020年 - 社名をAlphaTheta株式会社に変更し、ノーリツ鋼機傘下へ[12]
- 2021年 - 株式会社Dragonflyへ吸収合併され、AlphaTheta株式会社（初代）は解散。

- 2020年3月18日 - 株式会社Dragonflyとして設立。
- 2021年6月1日 - AlphaTheta株式会社（初代）を吸収合併した上で、商号をAlphaTheta株式会社（2代）へ変更。

## 製品
| CDJプレーヤー      | CDJ-2000NXS2 | CDJ-900NXS   | CDJ-850       | CDJ-350         |         |            |         |        |         |              |             |             |  |  |  |  |  |
| DJミキサー         | DJM-2000NXS  | DJM-900NXS2  | DJM-850       | DJM-750         | DJM-450 | DJM-250mk2 | DJM-S9  | DJM-S3 | DJM-V10 |              |             |             |  |  |  |  |  |
| メディアプレーヤー | XDJ-1000Mk2  | XDJ-700      | XDJ-RX2       | XDJ-R1          |         |            |         |        |         |              |             |             |  |  |  |  |  |
| DJコントローラー   | DDJ-RZX      | DDJ-RZ       | DDJ-RX        | DDJ-RR          | DDJ-RB  | DDJ-SZ2    | DDJ-SX2 | DDJ-SR | DDJ-SB2 |              |             |             |  |  |  |  |  |
| ヘッドホン         | HDJ-2000MK2  | HDJ-C70      | HDJ-1500      | HDJ-700         | HRM-7   | HRM-6      | HRM-5   |        |         |              |             |             |  |  |  |  |  |
| ターンテーブル     | PLX-1000     | PLX-500      |               |                 |         |            |         |        |         |              |             |             |  |  |  |  |  |
| モニタースピーカー | S-DJ80X      | S-DJ60X      | S-DJ50X       | RM-07           | RM-05   | DM-40      |         |        |         |              |             |             |  |  |  |  |  |
| rekordbox          | rekordbox    | rekordbox dj | rekordbox dvs | rekordbox Video |         |            |         |        |         |              |             |             |  |  |  |  |  |
| GS-WAVE            | GS-WAVE      |              |               |                 |         |            |         |        |         |              |             |             |  |  |  |  |  |
| XY-Series          | XY-218S      | XY-215S      | XY-118S       | XY-115S         | XY-152  | XY-122     | XY-101  | XY-3B  |         | アクセサリー | DASシリーズ | DJCシリーズ |  |  |  |  |  |